# Cubry-lès-Faverney
Cubry-lès-Faverney é uma comuna francesa na região administrativa de Borgonha-Franco-Condado, no departamento de Alto Sona. Estende-se por uma área de 5,59 km². Em 2010 a comuna tinha 183 habitantes (densidade: 32,7 hab./km²).